# Ewald Christian von Kleist
Ewald Christian von Kleist (ur. 7 marca 1715 w Cybulinie, zm. 24 sierpnia 1759 we Frankfurcie nad Odrą) – niemiecki (pruski) pisarz i oficer armii pruskiej. Jeden z wcześniejszych przedstawicieli oświeceniowych tendencji w literaturze.
Von Kleist był przede wszystkim autorem licznych utworów poetyckich. Oprócz życia poety prowadził życie żołnierza – oficera armii pruskiej. W roku 1756 von Kleist wydał pierwszą kolekcję swych wierszy (Gedichte), drugą zaś w roku 1758. Po śmierci poety jego przyjaciel Karl Wilhelm Ramler opublikował zbiór wszystkich jego dzieł Sämtliche Werke (2 tomy) (1760). 
Ranny w bitwie pod Kunowicami 12 sierpnia 1759 roku, zmarł od ran kilka dni później.
11 września 1999 r. pod Słubicami odsłonięto obelisk i pamiątkową, dwujęzyczną tablicę ku czci Kleista. 

## Literatura przedmiotu
- Hans Guggenbühl: Ewald von Kleist. Weltschmerz als Schicksal. Brugg 1948 (Univ. Diss. Zürich 1947)
- Theodor van Haag: Ewald Christian von Kleist als Idyllendichter. Rheydt: Leuchtenrath 1889.
- Ingrid Patitz: Ewald von Kleists letzte Tage und sein Grabdenkmal in Frankfurt an der Oder. Frankfurt (Oder): Kleist-Gedenk- und Forschungsstätte 1994. (= Frankfurter Buntbücher; 11)